# Korben Dallas (гурт)
Korben Dallas — словацький рок-гурт з Братислави. 

## Історія
Виступає на сцені з 2010 року. Був створений як новий проект музикантів, колишнього арт-рок-гурту Appendix. На його рахунку 6 альбомів. Гурт отримав визнання завдяки хіту „Otec“ в 2013. Гурт є постійним гостем великих словацьких та чеських фестивалів (Pohoda, Grape, Topfest, Colours of Ostrava). 
Korben Dallas також співпрацює з іншими музикантами та гуртами. В ефірі Radio_FM гурт представили зі спеціальним гостем Андрієм Шебаном. В Чехії Korben Dallas зіграв серію концертів з гуртом Zrní, а сингл "Spolu" з альбому "Banská Bystrica", який вони записали з Яною Кіршнер, отримав великий успіх. 
Дебютним альбомом "Pekné cesty" (2011), що вийшов на студії "Hevhetia", став живий запис концерту і був номінований на премію "Radio Head Awards" у номінації "Альбом року — премія критиків". 
Другий альбом "Carnival Crow" був випущений у 2013 студією звукозапису Slnko. На премії "Radio_Head Awards 2013", Korben Dallas отримав перше місце за кращий альбом, сингл „Otec“ і кращі концерти з оркестром. 
Третій альбом "Banská Bystrica" був випущений в 2014. 
У 2014 гурт виступив на Viva Musica! з Симфонічним оркестром Словацького радіо. Оркестр грав під керівництвом диригента Брашо Костки. Симфонічні версії їхніх пісень вийшли в четвертому альбомі "Where We Go" в 2015. 
У 2017  вийшов п'ятий альбом "Stredovek" ("Середньовіччя"). 
У 2015 Korben Dallas отримав нагороду "Krištáľové krídlo" за 2014 рік. 

## Назва гурту
Назва гурту "Korben Dallas" походить від імені головного героя з американсько-французького науково-фантастичного фільму  "П'ятий елемент" (1997). 

### Студійні альбоми
- Pekné cesty, 2011, Hevhetia
- Karnevalová vrana, 2013, Slnko records
- Banská Bystrica, 2014, Slnko records
- Kam ideme, 2015, Slnko records
- Stredovek, 2017, Slnko records
- Bazén, 2019, Slnko records

### Співпраця
- альбом каверів Девіда Коллера "David Koller & Friends" (2016) для якого гурт записав пісню «Chci zas v tobě spát»

- Juraj Benetin — спів, гітара
- Lukáš Fila — бас-гітара
- Igor „Ozo“ Guttler — Барабани

## Нагороди
- 2012 : Нагорода Radio Head Awards 2011 в номінації "Альбом року — премія критиків" за альбом " Pekné cesty" [2]
- 2014: Радіо Head Awards 2013 в номінації «Альбом року», «Сингл року», «Концертний бенд року» за альбом "Karnevalová vrana" [3]
- 2015: "Krištáľové krídlo" ("Кришталеве крило") 2014 року в номінації „Рок Поп Джаз“ за альбом «Banská Bystrica» [4]